# Indonesische Onafhankelijkheidsoorlog

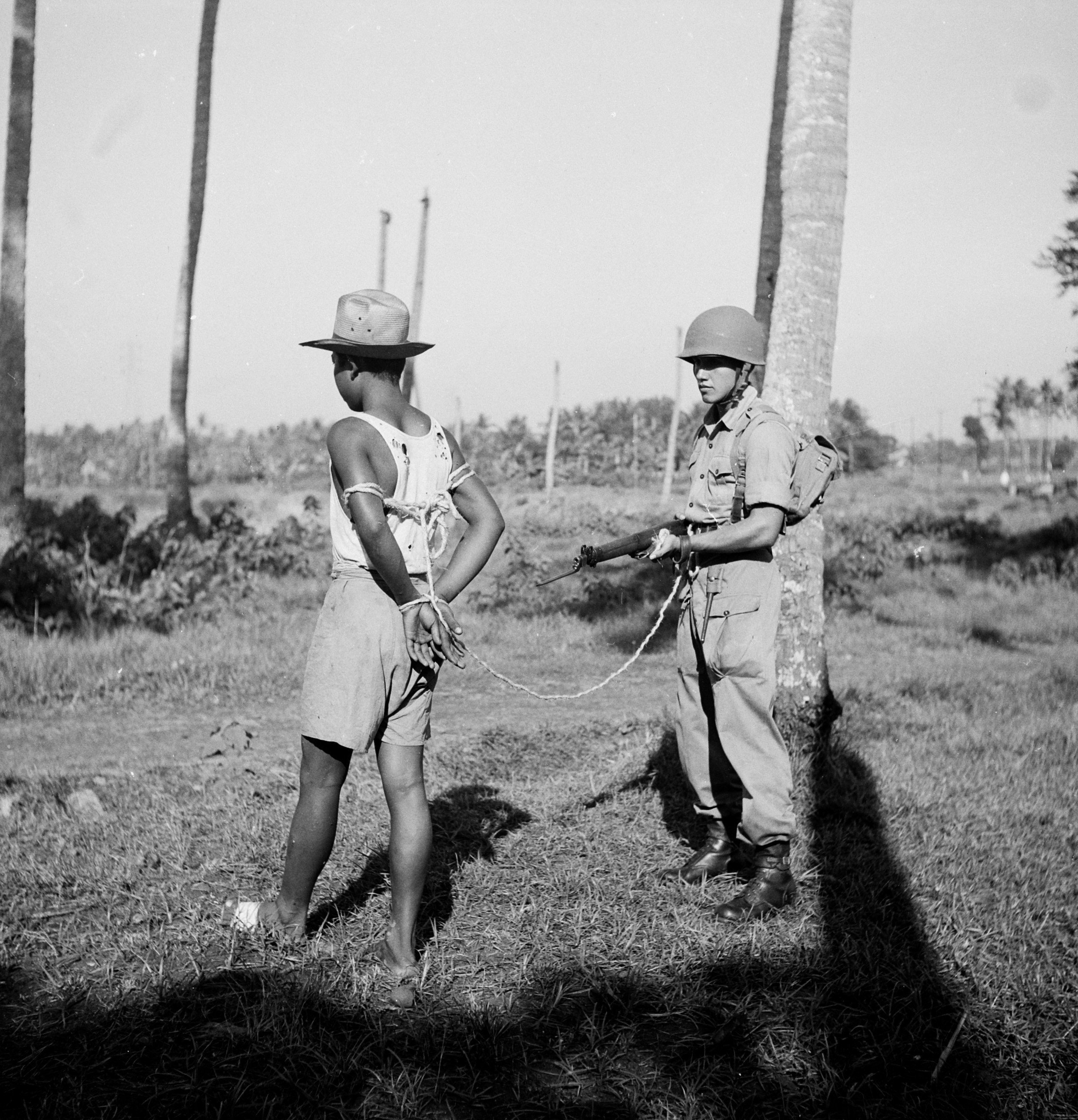
Een arrestant wordt afgevoerd. Hij is geboeid met de zogenaamde Aceh-knoop, 1946.

De Indonesische Onafhankelijkheidsoorlog (Indonesisch: Revolusi Nasional Indonesia), ook wel de Politionele Acties geheten, was een dekolonisatieoorlog in het voormalige Nederlands-Indië. Deze oorlog begon kort na de capitulatie van Japan op 15 augustus 1945 met de eenzijdige uitroeping, twee dagen later, van de Republiek Indonesië door de Indonesische leiders Soekarno en Hatta. Het duurde tot de Nederlands-Indonesische rondetafelconferentie van 1949 voordat de oorlog formeel werd beëindigd en de onafhankelijkheid van de voormalige kolonie Nederlands-Indië door Nederland werd erkend, gevolgd door de soevereiniteitsoverdracht aan de Verenigde Staten van Indonesië op 27 december 1949. Alleen Westelijk Nieuw-Guinea bleef hiervan uitgezonderd. Daardoor werd met de soevereiniteitsoverdracht slechts ten dele tegemoetgekomen aan de eisen van de Indonesische leiders, die volledige onafhankelijkheid hadden geproclameerd van de hele archipel.
Kort na de Japanse capitulatie op 15 augustus 1945 braken vijandelijkheden uit tussen Indonesische nationalisten en de geallieerde troepen die strategische posities in de archipel hadden ingenomen. In oktober 1945 ontbrandde de strijd om Surabaya, een stad die de nationalisten na bloedige gevechten moesten prijsgeven.
Bij deze strijd waren nog geen Nederlandse strijdkrachten betrokken. In maart 1946 werden Nederlandse troepen in Indonesië toegelaten en verlieten de geallieerden Indonesië.

## Politionele Acties
De Nederlandse regering erkende de Republiek Indonesië niet als onafhankelijke staat, maar beschouwde haar als een opstandige beweging binnen de kolonie Nederlands-Indië, waartegen 'politioneel' moest worden opgetreden. Vanuit die visie wilde de regering niet spreken van een onafhankelijkheidsoorlog, maar van een opstand. Weliswaar had de Indonesische republiek in het Akkoord van Linggajati van 15 november 1946 de soevereiniteit van Nederland over het gebied gedurende een overgangsperiode erkend, maar Nederland had in datzelfde akkoord de Republiek de facto wel erkend. Bovendien had de Republiek zich reeds op 17 augustus 1945 onafhankelijk verklaard, een datum die de Nederlandse regering pas in 2005 als de facto dag van onafhankelijkheid zou erkennen.
Lange tijd is in de Nederlandse geschiedschrijving naar deze episode verwezen met de term politionele acties (Indonesisch: Aksi Polisionil). In Nederland heerste het beeld dat er slechts twee, kortdurende politionele acties waren die het Nederlandse koloniale gezag moesten herstellen: in de periode 21 juli tot 5 augustus 1947 (eerste actie, "Operatie Product") en 19 december 1948 tot 5 januari 1949 (tweede actie, "Operatie Kraai"), terwijl alleen al op Bali in 1946 al heel veel geweld had plaatsgevonden.
In werkelijkheid was er tussen 1946 tot aan de onafhankelijkheid in december 1949 een militaire herbezetting en oorlog gaande die 52 maanden duurde, waaraan 120 duizend Nederlandse dienstplichtigen deelnamen.
Nederland bleek uiteindelijk een uitzichtloze oorlog te vechten die steeds gewelddadiger werd. Van Indonesische kant werd een harde guerrilla gevoerd. Alle gewapende partijen pasten in deze oorlog vormen van extreem geweld toe. Het hevige geweld in de vroegste fase van de Indonesische revolutie, tegen, onder meer, Indische Nederlanders en Molukkers – in Nederland bekend als de Bersiap – speelde wel een rol in de dynamiek van het geweld, maar was niet de reden voor de militaire herbezetting. Behalve op Java en Sumatra was er ook op onder meer Bali veel weerstand en verzet tegen de federale staatsvorm die Nederland vanaf 1946 wilde invoeren. Het werd gezien als een voortzetting van het koloniale systeem.
De oorlog leidde tot zeer ongelijke aantallen slachtoffers. Op Bali is een gesneuveldenverhouding genoteerd van één Nederlandse militair op 70 Indonesische strijders. Aan Indonesische zijde vielen vermoedelijk meer dan 100.000 doden, zowel strijders als burgers door opstandelingen of door gevechtshandelingen. Het aantal doden in de Nederlandse krijgsmacht bedroeg zo’n 4.585, waarvan ruw geschat een-derde Indonesische manschappen en  de helft sneuvelde door gevechtshandelingen (de overigen stierven ten gevolge van ziekten en ongevallen).  
Schattingen van het aantal Nederlandse en Nederlands-Indische burgerdoden als gevolg van de Bersiap lopen uiteen van 3.500 tot 30.000. Daarnaast zijn vermoedelijk enkele tienduizenden Indonesiërs om het leven gekomen als gevolg van de door de Communistische Partij van Indonesië (PKI) geïnitieerde Madiun-opstand.
De vijandelijkheden duurden tot het staakt-het-vuren in de nacht van 10 op 11 augustus 1949. Op sommige plaatsen kwam het daarna nog tot gevechten, waardoor ook Nederlandse militairen sneuvelden. Na 1949 flakkerde de strijd (afgezien van de coup van ex-kapitein Westerling in 1950) nog eenmaal op. Dat was tijdens de vijandelijkheden die voorafgingen aan de overdracht van Nederlands-Nieuw-Guinea in 1962.

## Koloniaal gezagsherstel
De kolonie Nederlands-Indië werd in 1942 bezet door Japan. Op 17 augustus 1945 - twee dagen na de Japanse capitulatie - riepen de nationalistische leiders Soekarno en Hatta de onafhankelijke Republiek Indonesië uit. In de voormalige kolonie landden vervolgens Britse en Australische troepen. Op Java en Sumatra beperkten deze bezettingstroepen zich tot een aantal enclaves rond de grote steden. In de rest van deze twee eilanden had de nieuwe Republiek Indonesië vrij spel.
Nederland erkende de Republiek aanvankelijk niet, maar streefde naar herstel van het oude koloniale gezag. De urgentie hiervan nam toe toen verontrustende berichten kwamen uit Republikeins gebied over massale moordpartijen door revolutionaire strijdorganisaties op Nederlanders, meest Indo-Europeanen, maar ook op Ambonezen en Chinezen. Tijdens deze episode, die bekendstaat als de Bersiap, vielen tienduizenden slachtoffers. De Britten weigerden echter aanvankelijk om Nederlandse troepen op Java en Sumatra toe te laten. Zij vreesden dat de toch al gespannen situatie op de eilanden hierdoor gemakkelijk zou kunnen escaleren. Slechts één bataljon mariniers had kans gezien - in weerwil van het Britse beleid om voorlopig geen Nederlandse troepen toe te laten - al in december 1945 in Batavia te ontschepen. Verder lagen in Batavia, sinds november 1945 circa 1500 man van het KNIL, hoofdzakelijk geformeerd uit ex-krijgsgevangenen.
De Britten die namens de geallieerden de touwtjes in handen hadden, drongen aan op overleg en op een vergelijk met de Republikeinse leiders. Luitenant-gouverneur-generaal H.J. van Mook concludeerde intussen dat er tegen het ontketende revolutionair geweld geen kruid was gewassen. Herstel van het Nederlands gezag was politiek onmogelijk. Eind december 1945 hakte het kabinet-Schermerhorn in Den Haag de knoop door. Het besloot om met de leiders van de Republiek overleg te voeren over toekomstige onafhankelijkheid. Het kabinet stemde dit met de Britten af.

## Diplomatieke oplossing
De gehele periode 1945-1949 stond vanaf dat moment in het teken van diplomatiek overleg met de Republiek. De Britten en (sinds de zomer van 1948) de Amerikanen speelden hierbij een nadrukkelijke, veelbepalende rol. Die diplomatie leek succesvol. Nederland besloot op 2 mei 1946 de Republiek de facto te erkennen als feitelijk het gezag bezittend over Java en Sumatra. Beide partijen wisten vervolgens een akkoord te sluiten: de Overeenkomst van Linggajati (15 november 1946). Hierin spraken zij af dat Indonesië na een korte overgangsperiode onafhankelijk zou worden. De nieuwe staat zou een federatief karakter krijgen en via een Nederlands-Indonesische Unie verbonden blijven met Nederland.
Het Akkoord van Linggajati werd op 25 maart 1947 door de Tweede Kamer weliswaar geratificeerd, maar tevens van krachtige bijstellingen voorzien (men sprak dan ook van het 'aangeklede' Linggajati). In feite kwam het neer op verwerping. De regering van de Republiek stemde voor het Akkoord van Linggajati, maar weigerde in te stemmen met de aangeklede versie. Een en ander droeg natuurlijk niet bij aan het vertrouwen dat nodig was om op basis van het Akkoord van Linggajati verder te werken aan een oplossing van het conflict tussen Nederland en de Republiek. Toen Linggajati in maart 1947 alsnog werd ondertekend, geschiedde dit op basis van een 'agreement to disagree'. Beide partijen lieten elkaar vrij in de eigen interpretatie.
Het gesloten akkoord betekende overigens niet dat het geweld stopte: de revolutie en ‘100 % merdeka’ lieten zich niet temmen. Het Nederlandse leger probeerde ondertussen in en rond de enclaves ‘rust en orde’ te herstellen. In feite was er parallel aan het overleg sprake van een vrijwel permanente oorlog die slechts af en toe door een wapenstilstand werd doorbroken. Aan beide zijden vonden daarbij bij herhaling geweldsexcessen plaats.

## Opbouw omvangrijk militair apparaat
Nederland streefde op korte termijn naar herstel van zijn gezag en beveiliging van zijn onderdanen in Nederlands-Indië. Dat de onafhankelijkheid van Indonesië op den duur onvermijdelijk zou zijn werd in Nederlandse regeringskringen wel beseft. Maar het idee dat de Republiek in die onafhankelijkheid de hoofdrol zou gaan spelen stuitte op grote weerstand. Die republiek werd beschouwd als een creatie van de Japanse vijand, en haar president, Soekarno, als een collaborateur. Onderhandelingen met de Republiek waren derhalve omstreden, maar onder buitenlandse druk viel er niet aan te ontkomen. De aanwezigheid van een omvangrijke Nederlandse troepenmacht betekende dat de militaire optie werd opengehouden, en zou daarom ook de Nederlandse onderhandelingspositie versterken.
De troepen die Nederland nodig dacht te hebben konden niet worden geleverd door de Indische legermacht, het KNIL. Deze formatie had, na de overgave aan Japan in 1942, feitelijk opgehouden te bestaan. Slechts enige honderden militairen van het KNIL waren naar Australië ontkomen. De overigen waren - voor zover niet gedeserteerd - door de Japanners krijgsgevangen gemaakt. De wederopbouw van het KNIL werd weliswaar met kracht ter hand genomen, maar zou op korte termijn onvoldoende resultaat afwerpen. De benodigde troepen moesten dus vooral uit Nederland komen, van de Koninklijke Landmacht (KL). Aanvankelijk waren dat oorlogsvrijwilligers (OVW'ers), later volgden grotere aantallen dienstplichtigen.
Aan het eind van de Tweede Wereldoorlog in Europa en kort daarna werden oorlogsvrijwilligers geworven voor de strijd tegen Duitsland en Japan. Nadat Japan had gecapituleerd, stuurde de Nederlandse regering deze troepen toch naar Indonesië, om bij te dragen aan herstel van het Nederlandse gezag aldaar. Tot deze eerste troepen behoorde ook de Mariniersbrigade, een moderne gevechtseenheid, opgeleid in de Verenigde Staten. Het totaal aantal oorlogsvrijwilligers bedroeg ongeveer 25.000 man.
Begin 1946 diende het kabinet-Schermerhorn-Drees een wijziging van de grondwet in die het mogelijk moest maken dienstplichtigen tegen hun wil naar Indië te sturen. Op 24 september 1946 vertrok het eerste troepenschip Boissevain met dienstplichtigen, de Zeven December-divisie uit de haven van Amsterdam, terwijl de grondwetswijziging pas in augustus 1947 in het Staatsblad werd afgekondigd. In de jaren 1946 t/m 1949 werden in totaal ongeveer 95.000 Nederlandse dienstplichtigen naar Indonesië gestuurd.

## Draagvlak in de Nederlandse samenleving
In juli 1946 vond een onderzoek plaats van de publieke opinie over de vraag: 'Bent U het ermee eens dat onze soldaten naar Indië worden gezonden?'. Van de mannen antwoordde 50% met 'ja' en 41% met 'neen'. Bij de vrouwen was dit respectievelijk 36% en 44%. De overige ondervraagden gaven aan 'geen oordeel' te hebben. Voor- en tegenstanders hielden elkaar dus ongeveer in evenwicht. Op 22 september 1946, twee dagen voor het vertrek van de Boissevain, waren er in Amsterdam grote protestdemonstraties. De politie trad hiertegen met zwaar geweld op. Op de vertrekdag brak in Amsterdam een massale proteststaking uit. Op de wagons van troepentreinen waren opschriften te lezen als "Vleestransport Amsterdam-Batavia".
Duizenden dienstplichtigen hadden ernstige bezwaren om naar Indonesië te worden uitgezonden. De meesten van hen hadden geen enkel bezwaar gehad hun dienstplicht in Nederland te vervullen maar wel om zich te laten inzetten in een strijd tegen het Indonesische volk dat tegen de vroegere koloniale heerser voor zijn bevrijding vocht. De principiële dienstweigeraars onder hen werden door de militaire instanties, en ook door de krijgsraden die hen later berechtten, als deserteurs aangemerkt. Zij werden ook als zodanig veroordeeld tot zware straffen en behandeld als paria's na beëindiging van hun straftijd.
Hoewel de bevolking over het uitzenden van dienstplichtigen sterk verdeeld was, kon het militaire optreden in Indië als zodanig wel rekenen op de instemming van een meerderheid van de Nederlanders. De tweede politionele actie bijvoorbeeld werd, blijkens een onderzoek van de publieke opinie, door 62% van de ondervraagden goedgekeurd en door 19% afgekeurd, terwijl een even groot percentage geen mening had.

## Eerste militaire actie Operatie Product, 21 juli - 5 augustus 1947

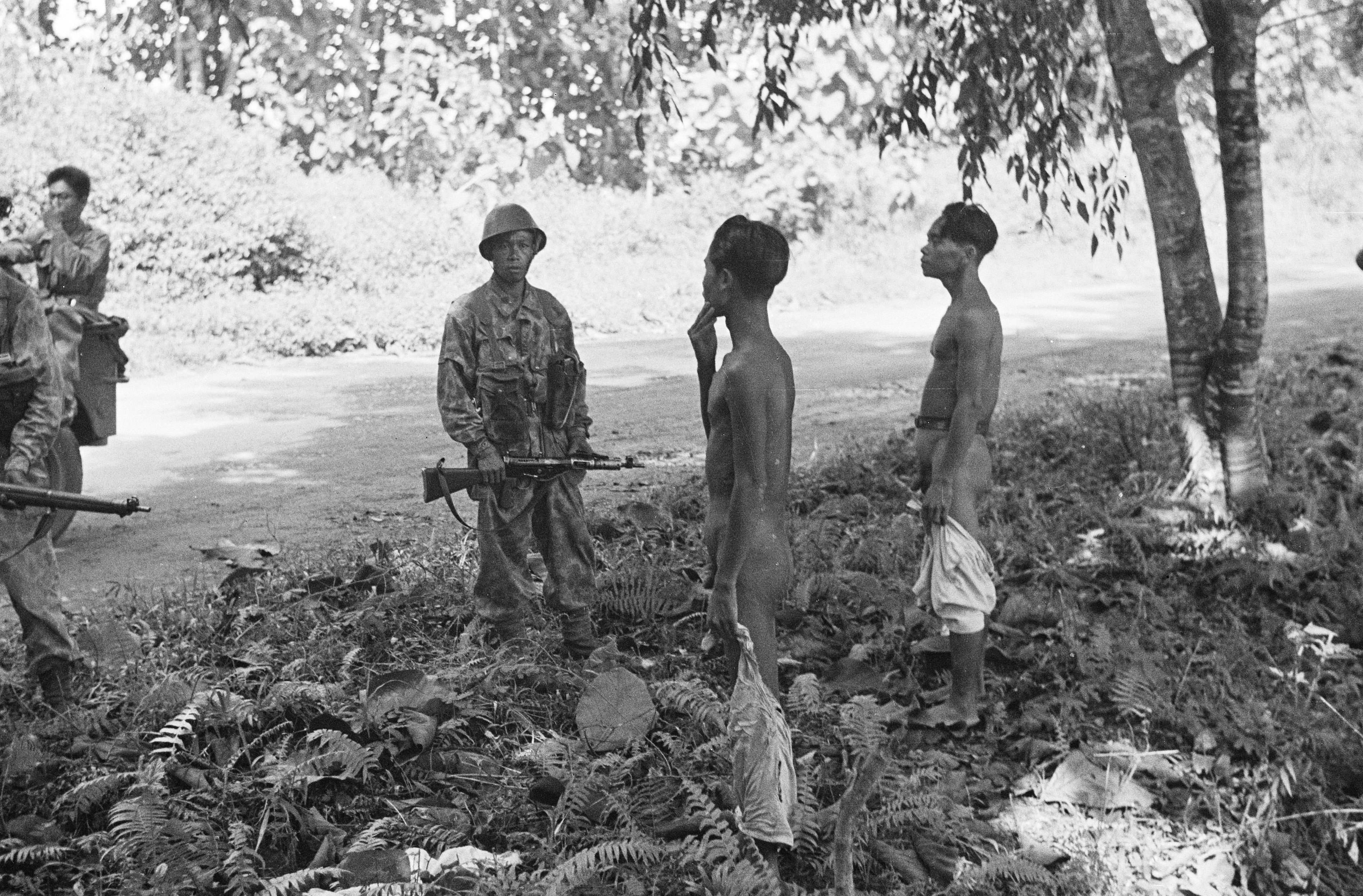
Twee naakte Indonesische mannen worden onder schot gehouden door twee KNIL militairen, Eerste Nederlands-Indonesische Oorlog, Medan, Sumatra, juli 1947.

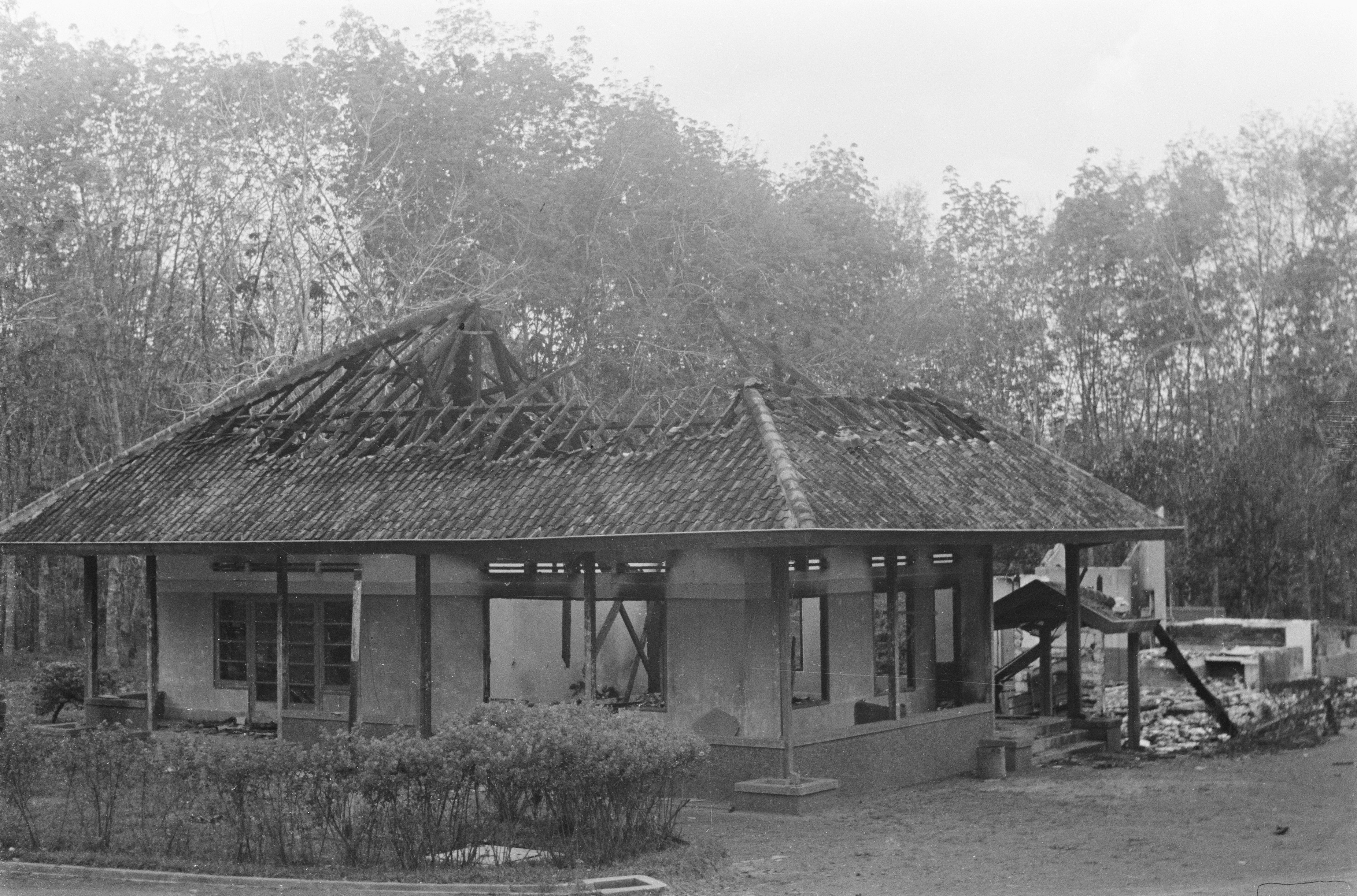
Gebouwen op de rubberonderneming Tebenan bij Palembang, Sumatra, werden door de TNI in brand gestoken, juli 1947.

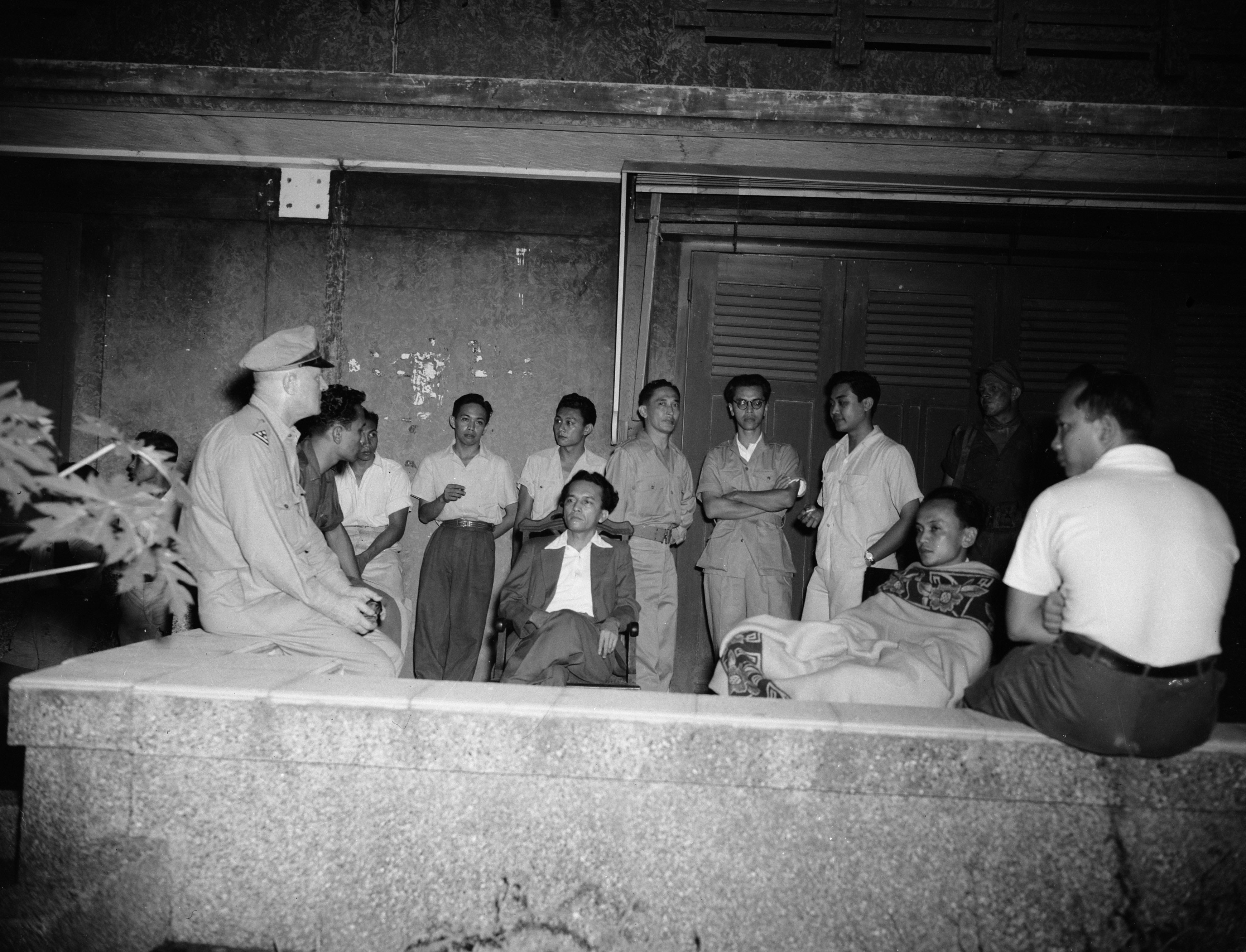
Gearresteerde Republikeinse voormannen zitten op een veranda, onder wie vice-premier dr. Adnan Kapau Gani (1905–1968) op stoel in het midden. Links een Nederlandse kolonel van het KNIL (basiscommandant K. Drost?), met vice-minister Tamzil?, Jakarta 20 juli 1947.

### Besluit tot militair ingrijpen
Drie factoren droegen bij aan het besluit van Nederland, in juli 1947, om over te gaan tot de eerste politionele actie. Ten eerste waren de onderhandelingen met de Republiek op dood spoor beland. Ook Britse en Amerikaanse druk op de Republiek had niet geholpen. Ten tweede vormde de militaire aanwezigheid in Indië voor het door de oorlog verarmde Nederland een kolossale last. Nederland was zo goed als bankroet. Door de bezetting van gebieden waarin de belangrijke ondernemingen lagen, zouden de deviezen kunnen worden verkregen die nodig waren voor de instandhouding van het militaire apparaat. Ten derde was de militaire opbouw zo ongeveer voltooid. De totale sterkte van de grondtroepen in Indonesië bedroeg circa 120.000 man. Hiervan behoorden een kleine 45.000 man tot het KNIL, ongeveer 70.000 man tot de KL en circa 5000 man tot de Mariniersbrigade. Deze militairen zaten werkeloos opgesloten in hun enclaves, maar vormden wel een schietschijf voor het leger van de Republiek (de TNI) en daaraan gerelateerde strijdgroepen. Deze situatie kon moeilijk eindeloos voortduren en ontlokte aan Willem Drees in de ministerraad de uitspraak: "De Nederlandse troepen zijn nu eenmaal niet voor niets naar Indië gegaan".

### Militaire krachtsverhouding
Slechts een deel van de in totaal 120.000 man troepen zou aan Nederlandse kant worden ingezet. De actie was gericht op gebieden in Java en Sumatra die door de Republiek werden beheerst, maar een deel van de beschikbare troepen was nodig voor de gezagshandhaving op de andere eilanden van de archipel, voor bewakingsdiensten et cetera. De aanvalsmacht was opgebouwd uit acht brigades, elk ter sterkte van circa 6.000 man en bestaande uit oorlogsvrijwilligers en KNIL-personeel (vijf hiervan lagen op Java en drie op Sumatra), alsmede uit de Eerste Divisie 7 December, en de kort tevoren gearriveerde Tweede Divisie, elk ongeveer 20.000 man sterk, voor het overgrote deel bestaande uit dienstplichtigen, en beide gelegerd op Java. Militairen van de Tweede Divisie zouden verspreid over andere onderdelen aan de strijd deelnemen. Ook de militaire luchtvaart en marineschepen zouden bij de actie worden ingezet. De totale sterkte van deze strijdmacht bedroeg circa 95.000 man.
Aan Indonesische kant had men de beschikking over zestien divisies, die overigens een kleinere getalsterkte hadden dan de Nederlandse. Die zestien divisies - tien op Java en zes op Sumatra - vormden het leger van de Republiek, de TNI. De totale sterkte van deze strijdmacht bedroeg 195.000 man. Dit kwam neer op een tweevoudig numeriek overwicht. De gevechtswaarde van deze divisies liet echter te wensen over. Men had weliswaar geen tekort aan personeel en het moreel was over het algemeen hoog, maar de bewapening was zowel kwantitatief als kwalitatief onder de maat, de organisatie zwak en de geoefendheid gering. Naast de TNI opereerden nog een groot aantal ongeregelde strijdgroepen die bij elkaar een aanzienlijke mankracht bezaten.

### Verloop van de operaties
Stafchef Buurman van Vreeden had het plan voor de operatie 'Product' opgesteld. Het beoogde de bezetting van de economisch belangrijke gebieden die suiker, rubber, thee, koffie, kina en cacao produceerden in het westen en oosten van Java en rond de enclaves in Sumatra en de oliebronnen bij Palembang op Sumatra. Midden-Java met Yogyakarta, de zetel van de Republikeinse regering, zou ongemoeid worden gelaten. De regering in Den Haag was namelijk beducht voor de internationale reacties, met name van Britse en Amerikaanse kant, als het tot de aanval op 'Djokja' zou overgaan. Overigens had de legerleiding in Batavia, die zeer geporteerd was voor zo'n aanval, wel alvast plannen uitgewerkt voor het geval het toch zover zou komen.
Op 21 juli 1947 braken de Nederlandse troepen uit hun enclaves en daarmee was de eerste politionele actie begonnen. Tezelfdertijd voerden onderdelen van de Mariniersbrigade twee amfibische landingen uit op de kust van Oost-Java, één landing vond plaats op de noordkust op het strand van Pasir Putih de tweede landing was op de oostkust in de Menengbaai. Het Republikeinse leger (TNI) probeerde de Nederlandse opmars te vertragen door het opblazen van bruggen, het opwerpen van wegversperringen, het leggen van hinderlagen en het tot ontploffing brengen van bermbommen. Doel hiervan was om de eigen troepen in veiligheid te kunnen brengen en zo mogelijk de tactiek van de verschroeide aarde te kunnen toepassen. Een rechtstreekse confrontatie met de Nederlandse troepen, die over een veel grotere vuurkracht beschikten, werd zo veel mogelijk vermeden.
De gestelde doelen op Java werden vlot bereikt. Heel West-Java, met uitzondering van het meest westelijke puntje (Bantam) werd bezet, evenals Oost-Java en het nabijgelegen eiland Madura. De gebiedsuitbreiding op Sumatra bleef relatief bescheiden. De economische doelen van Operatie Product werden gehaald. Gezien het succes van de actie, wilden de legerleiding en luitenant gouverneur-generaal van Mook toch maar meteen doorstoten naar Yogyakarta. De regering in Den Haag, intern verdeeld over de kwestie maar in meerderheid tegen, hield echter het been stijf. Door ingrijpen van de Veiligheidsraad van de Verenigde Naties (VN) werd een staakt-het-vuren afgekondigd, dat op 5 augustus 1947 van kracht werd.
Dat daarmee de vijandelijkheden niet staakten blijkt uit het Bloedbad van Rawagede op 9 december 1947, waarbij Nederlandse militairen enkele honderden mannelijke inwoners van een circa 100 km oostelijk van Jakarta gelegen dorp executeerden. Zie ook Geruchtmakende Affaires hieronder.

### Nasleep

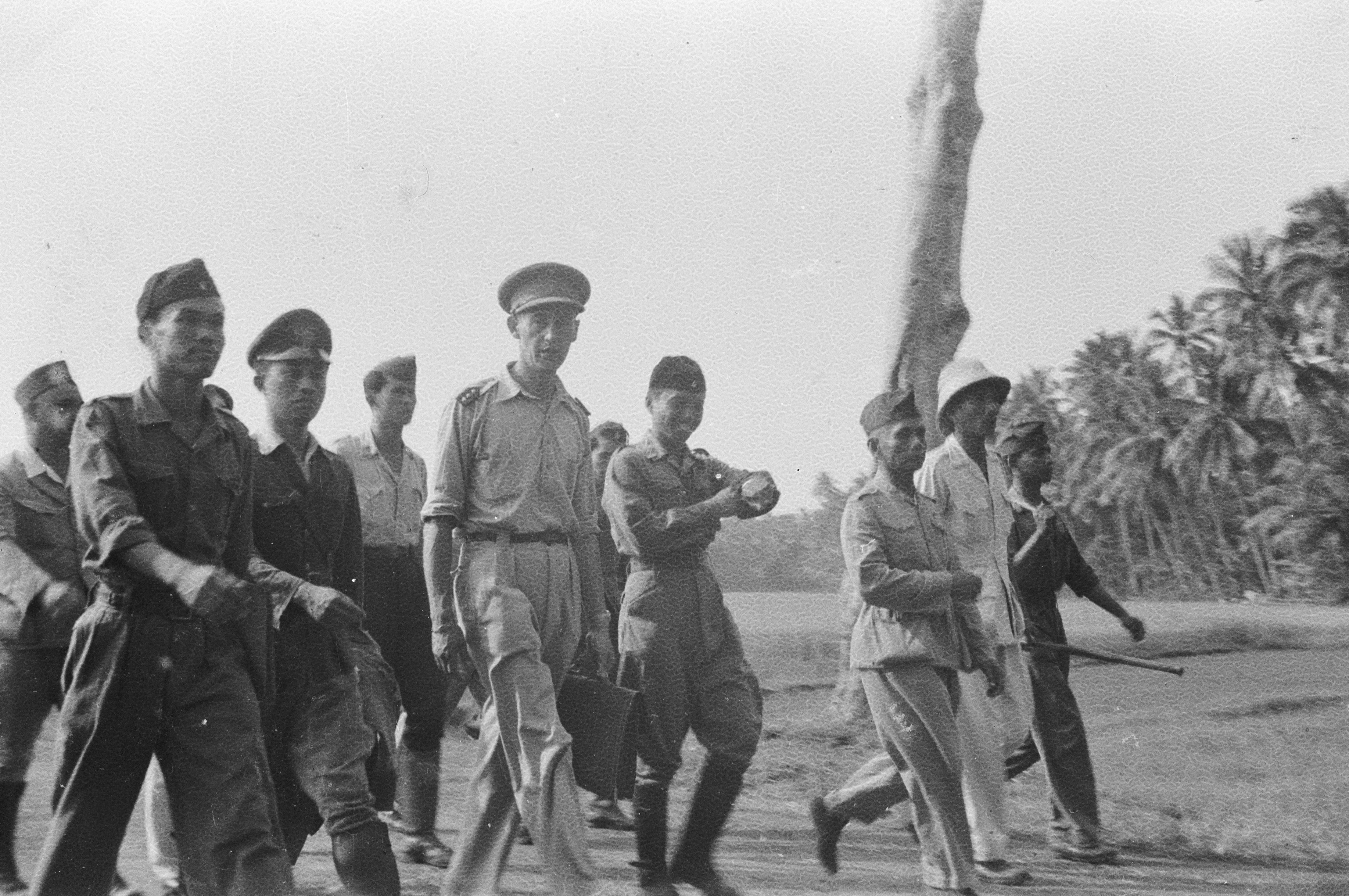
Bestandslijn te Gombong, Java. De Republikeinse onderhandelingsdelegatie komt aanlopen met een buitenlandse militair, 24 januari 1948.

Op 17 januari 1948 volgde een formele wapenstilstand bij de Renville-overeenkomst, vernoemd naar het Amerikaanse oorlogsschip waar de onderhandelingen werden gevoerd. Dit overleg vond plaats onder bemiddeling van een speciale VN-commissie die op initiatief van Nederland in het leven was geroepen. Hiermee werd 'de Indonesische kwestie' nog verder geïnternationaliseerd en dat betekende in principe een versterking van de positie van de Republiek. Beide partijen committeerden zich om langs de lijnen van Linggadjati via onderhandelingen tot een vergelijk te komen. De overeenkomst voorzag ook in een troepenscheiding. Militairen van de TNI in het door de Nederlanders bezette gebied zouden, met medeneming van hun wapens, vertrekken naar Republikeins gebied. Dat plan werd inderdaad ten uitvoer gelegd, maar na verloop van tijd keerde de TNI geleidelijk terug om over te gaan tot de guerrilla, een activiteit die voorheen was voorbehouden aan ongeregelde strijders, de zogenaamde pelopors. Ook nu liepen de onderhandelingen uiteindelijk vast op de contra-krachten die aan beide kanten ageerden. Hiermee werd de kiem gelegd voor de tweede militaire actie.

## Tweede militaire actie Operatie Kraai, 19 december 1948 – 5 januari 1949

### Besluit tot hernieuwd militair ingrijpen
Zowel de situatie in Indonesië als die in Nederland droeg bij aan het besluit tot de tweede politionele actie. De eerste politionele actie had een oplossing van het conflict niet naderbij gebracht. De guerrilla-activiteit in de veroverde gebieden bezorgde de Nederlandse troepen handen vol werk en voortdurende verliezen. De onderhandelingen met de Republiek waren vastgelopen. De Republiek kreeg ook steeds meer internationaal aanzien en – na het neerslaan in september-december 1948 van een communistische opstand in Madiun – openlijke steun van de Verenigde Staten. Bovendien nam de druk toe om de dienstplichtigen, waarvan sommigen al langer dan twee jaar in Indië waren, te repatriëren. De instandhouding van de legermacht in Indië vormde een zware last voor de schatkist en bovendien waren de dienstplichtigen hard nodig voor de economische wederopbouw van Nederland en voor de vorming van strijdkrachten in Europa, een streven dat na de communistische machtsovername in Praag (1948) urgent was geworden. Gezien het bovenstaande kan worden gesteld dat de eind 1948 ingezette tweede politionele actie een wanhoopsoffensief was.
Drijvende kracht achter de tweede politionele actie (‘Operatie Kraai’) was - naast legercommandant Spoor - de Hoge Vertegenwoordiger van de Kroon, oud-premier Beel. Van Mook had inmiddels het veld moeten ruimen en Beel was nu de hoogste Nederlandse gezagsdrager in Indonesië. Over het doel van die actie liet hij geen twijfel bestaan: die moest een einde maken "aan de Republiek als zodanig, waardoor zij tevens verdwijnt als partij in het conflict". Was de Republiek eenmaal onschadelijk gemaakt, dan zou - zo was de gedachte - aan de onafhankelijkheid van Indonesië kunnen worden vormgegeven, samen met meer gematigde Indonesische krachten. Beel ging hiermee verder dan de regering in Den Haag, die wel hoopte dat door hernieuwd militair ingrijpen Soekarno c.s. van het toneel zouden verdwijnen, maar niet de ambitie had om de Republiek volledig van de kaart te vegen.
Volgens het operatieplan zouden Nederlandse troepen het resterende grondgebied van de Republiek in Java en Sumatra binnentrekken en daar posities innemen. Maar voor alles moest de Republikeinse hoofdstad Yogyakarta bij verrassing worden ingenomen. Men hoopte daar de regering en legerleiding van de Republiek gevangen te kunnen nemen. De TNI op Midden-Java moest worden omsingeld en uitgeschakeld. Als deze opzet slaagde zou de Republiek feitelijk ophouden te bestaan en zou de internationale gemeenschap voor een voldongen feit worden geplaatst.

### Militaire situatie
In de loop van 1948 werd het overgrote deel van de oorlogsvrijwilligers gedemobiliseerd. Daar stond tegenover dat een ongeveer even groot aantal nieuwe dienstplichtigen uit Nederland de opengevallen plaatsen kwam innemen. Verder was het KNIL uitgebreid. De legerleiding in Batavia kon beschikken over in totaal ruim 140.000 man, aanzienlijk meer dan voor de eerste politionele actie. Kwalitatief was echter nauwelijks sprake van een versterking: de nieuw aangekomen dienstplichtigen hadden minder gevechtswaarde dan de ervaren oorlogsvrijwilligers die zij moesten vervangen, en de uitbreiding van het KNIL had hoofdzakelijk betrekking op bewakingstroepen die niet geschikt waren voor offensieve operaties. Mede gezien de druk vanuit Nederland om de dienstplichtigen te repatriëren was duidelijk dat, als men tot actie wilde overgaan, dit binnen afzienbare tijd moest gebeuren.

### Verloop van de operaties

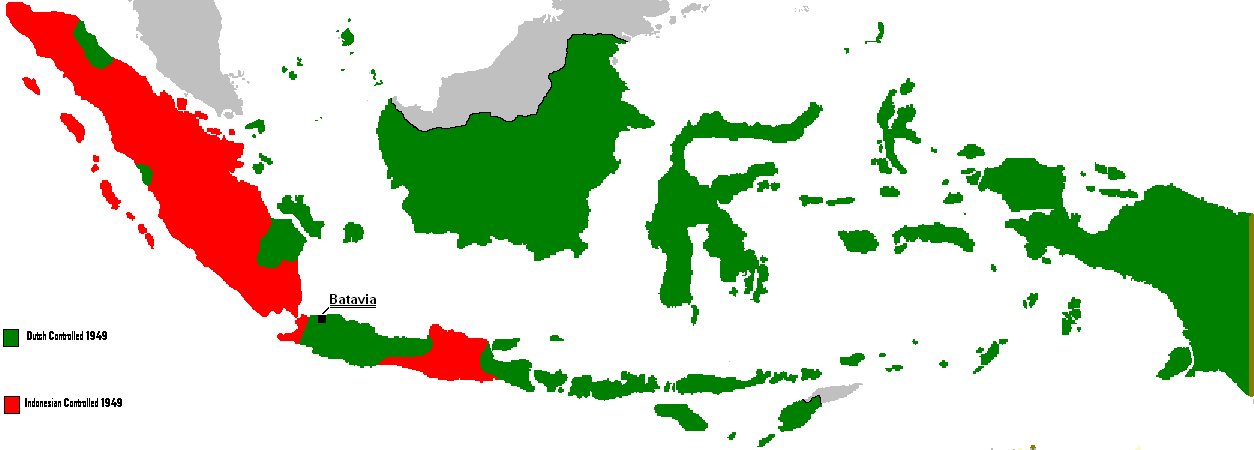
Oorlogssituatie in 1948:
Beheerst door het Koninkrijk der Nederlanden
Beheerst door de Republik Indonesia

In de vroege ochtend van 19 december 1948 landden parachutisten van het Korps Speciale Troepen (KST) op het vliegveld van Yogyakarta. De bewaking werd snel onschadelijk gemaakt, waarna door de lucht versterkingen werden aangevoerd. Binnen enkele uren was de stad in Nederlandse handen en waren de Indonesische leiders, waaronder Soekarno en Hatta, opgepakt. In Bukittinggi op Sumatra werd daarop volgend een noodregering opgezet door republikeinen onder leiding van Sjafruddin Prawiranegara. De Republikeinse legerleiding, waaronder opperbevelhebber Soedirman, slaagde er evenwel in te ontsnappen.
Ondertussen waren de Nederlandse troepen vanuit Oost- en West-Java aan hun opmars in Midden-Java begonnen. In het noorden werd de aanval ingezet met een amfibische landing door de Mariniersbrigade. De troepen stuitten op hevige tegenstand van de TNI en ondervonden ook hinder van moeilijk begaanbare wegen ten gevolge van de moesson. Men schoot minder snel op dan verwacht. Uiteindelijk werden wel alle territoriale doelen in Midden-Java bereikt, maar men was er niet in geslaagd de TNI de genadeslag toe te brengen. Deze tegenstander had het niet op een beslissende slag laten aankomen, maar had zich volgens tevoren opgestelde plannen teruggetrokken op plaatsen – deels elders op Java - die buiten bereik van de Nederlanders lagen en van waaruit de guerrilla zou worden gevoerd.
De Nederlanders trokken ook nog Bantam op West-Java binnen. Op Sumatra bleef de actie beperkt tot de bezetting van een aantal strategisch gelegen plaatsen in Republikeins gebied.
Bij het eerste filmfragment hieronder: Minister-president Drees vertrekt naar Indonesië om met de hoge vertegenwoordiger van de Kroon in Batavia, Louis Beel, besprekingen te voeren over de situatie aldaar in verband met de tweede politionele actie. In zijn gezelschap reist mee de staatssecretaris voor Indonesische aangelegenheden, Nico Blom. Vóór zijn vertrek staat Drees in een wachtkamer op Schiphol de pers te woord. Het volledige kabinet komt hem uitzwaaien; de ambassadeurs van België, Frankrijk en Canada zijn eveneens aanwezig.

### Nasleep

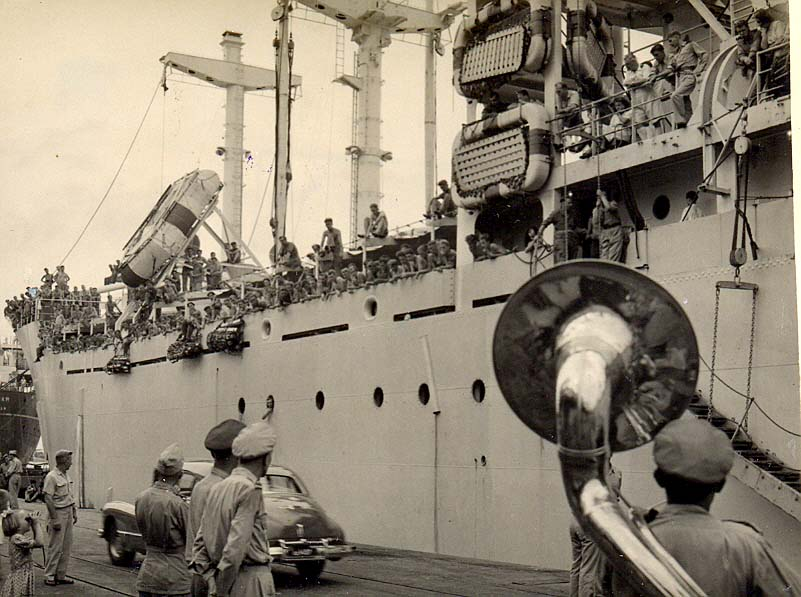
Aankomst in Nederlands-Indië van een nieuwe lichting Nederlandse militairen per schip in 1949.

In Nederland publiceerde een "Comité voor Vrede in Indonesië" op 21 december 1948 een veroordeling van de politionele actie als "strijdig met de beginselen van het internationale recht, gevaarlijk voor de wereldvrede en noodlottig voor het welzijn der volkeren van Indonesië." Ondertekenaars waren onder anderen Jan en Annie Romein, dominee Buskes, Wim Wertheim, Piet Meertens en H.J. Pos.
De internationale reactie was furieus. Kort na het begin van Operatie Kraai kwam de Veiligheidsraad van de Verenigde Naties in spoedzitting bijeen. Aangevoerd door de Amerikanen werd Nederland met Resolutie 63 gesommeerd de vijandelijkheden onmiddellijk te staken en de Indonesische leiders vrij te laten. Aan die eerste eis werd gehoor gegeven. Op Java werd de actie gestaakt op 31 december 1948 en enige dagen later volgde Sumatra. De beoogde gebiedsuitbreiding was toen al min of meer gerealiseerd. De tweede eis werd echter niet ingewilligd: de Indonesische leiders bleven vastzitten.
De TNI had in Midden-Java weliswaar rake klappen moeten incasseren, maar vertoonde een opmerkelijke veerkracht en bleek inmiddels zeer bekwaam in de guerrilla. Die strijdwijze leidde onder de Nederlandse troepen tot toenemende verliezen. De beschikbare mankracht bleek onvoldoende om heel Java onder controle te houden. Bovendien gingen de nationalisten op grote schaal over tot de liquidatie van Indonesiërs die met de Nederlanders samenwerkten, waardoor de stabiliteit van het binnenlands bestuur ernstig werd ondermijnd. Op het internationale vlak werd de druk op Nederland verder opgevoerd. Onder leiding van Amerika koos de Veiligheidsraad onomwonden partij tegen Nederland. Er dreigden internationale sancties en intrekking van de Marshallhulp.

## Soevereiniteitsoverdracht

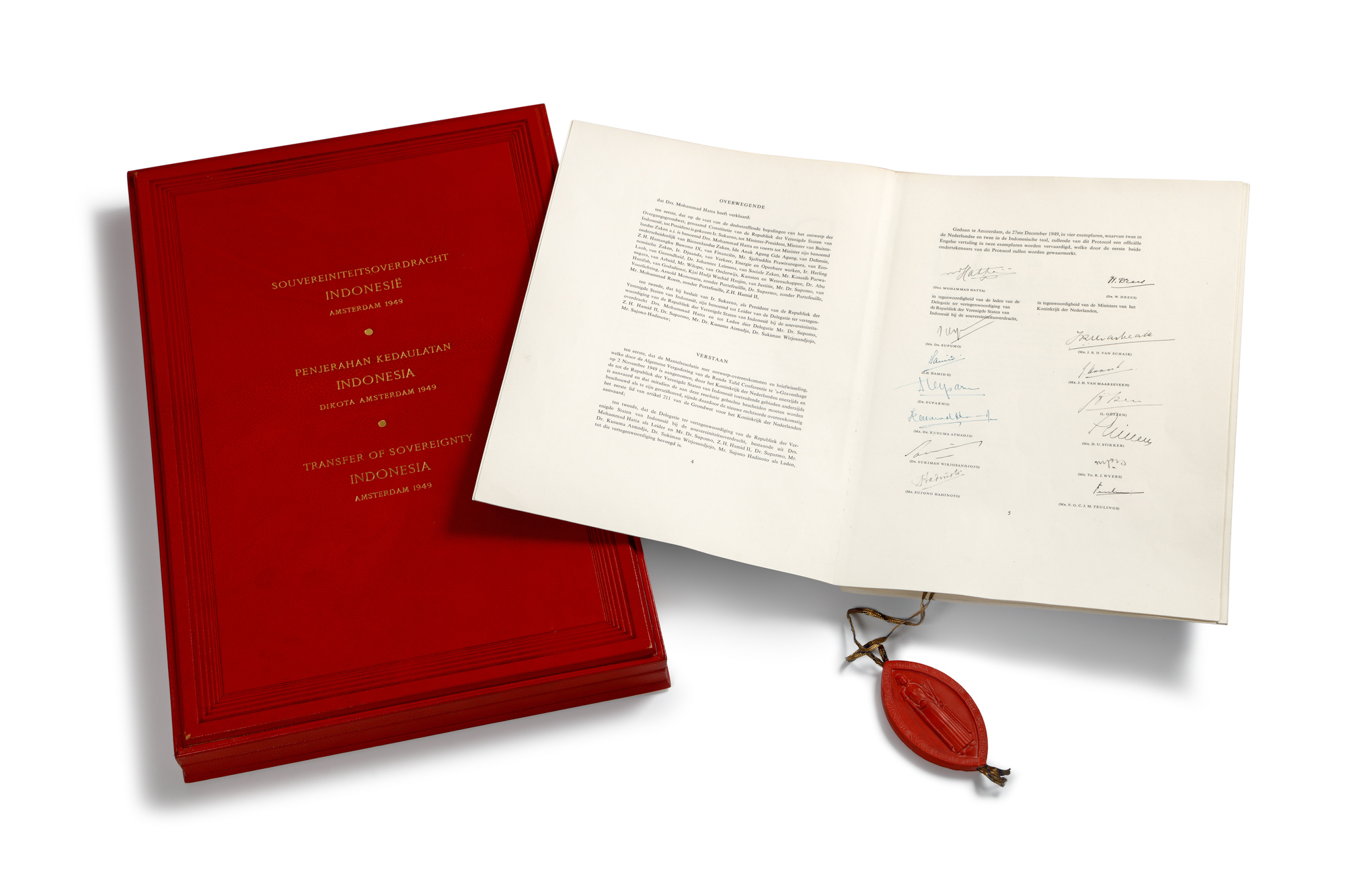
De overdrachtsakte voorzien van het grootzegel van koningin Juliana.

In mei 1949 ging de Nederlandse regering overstag. Er werd op 5 mei 1949 een akkoord gesloten met de Republiek (de ‘Van Roijen-Roem-overeenkomst’) dat voorzag in de ontruiming van Yogyakarta, vrijlating en terugkeer van de Republikeinse leiders en stopzetting van de guerrilla. In de nacht van 10 op 11 augustus 1949 werd het staakt-het-vuren van kracht, maar het bleef daarna nog geruime tijd onrustig. Een definitieve regeling van het conflict moest worden bereikt op een rondetafelconferentie (RTC) in Den Haag, in de vorm van wat uiteindelijk werd genoemd de RTC-overeenkomst
In de onderhandelingen stelden de Indonesische nationalisten zich soepel op en werd een aantal Nederlandse gevoeligheden ontzien. Het onafhankelijke Indonesië zou een federale structuur kennen: de Verenigde Staten van Indonesië. De band met de vroegere kolonisator zou vorm krijgen in de Nederlands-Indonesische Unie. Financieel-economische afspraken werden gemaakt die de Nederlandse economische belangen moesten veiligstellen. Nieuw-Guinea, ten slotte, werd buiten de soevereiniteitsoverdracht gehouden en zou in afwachting van een definitieve regeling onder Nederlands bestuur blijven. Dit hele pakket vertoonde veel overeenkomst met het ‘aangeklede Linggadjati’ dat de Republiek drie jaar eerder had verworpen. Maar inmiddels waren de omstandigheden ingrijpend gewijzigd. De Indonesische leiders blaakten van zelfvertrouwen en genoten groot internationaal aanzien, terwijl de rol van Nederland in de voormalige kolonie was uitgespeeld. Als de Nederlanders eenmaal waren vertrokken kon Indonesië zijn eigen interpretatie van de gemaakte afspraken volgen.
En aldus geschiedde. In de nacht van 8 op 9 december 1949 ging de Tweede Kamer akkoord met het Wetsontwerp Souvereiniteitsoverdracht over Indonesië, met 71 voor- en 29 tegenstemmen. Later in december 1949 ging de Eerste Kamer eveneens akkoord, met 34 voor- en 15 tegenstemmen (één Eerste Kamerlid was bij deze stemming afwezig): voor stemden PvdA, KVP en VVD, tegen stemden ARP, CHU, SGP en CPN. De fractie van laatstgenoemde partij stemde tegen omdat ze de soevereiniteitsoverdracht aan de constructie "Verenigde Staten van Indonesië" als onderdeel van een Nederlands-Indonesische Unie voor een voortzetting van de koloniale politiek hield.
Op 27 december 1949 vond in Amsterdam de soevereiniteitsoverdracht plaats. Na de mislukte staatsgreep van kapitein Westerling tegen de stad Bandung en de regering-Hatta op 23 januari 1950 streefden de aanhangers van de eenheidsstaat naar opheffing van de deelstaten (de negara's en daerah's). Op 9 maart 1950 hieven de negara's Djawa Timoer (Oost-Java), Sumatra Selatan (Zuid-Sumatra) en Madoera zichzelf op. De deelstaat Oost-Sumatra ging op 17 augustus 1950 op in de Republiek. Begin april kwam kapitein Andi Aziz met ex-KNIL-militairen in Makassar in opstand in de staat Indonesia Timoer (Oost-Indonesië), maar eind april onderdrukte het Indonesische leger TNI deze opstand en het parlement hief de eigen deelstaat op. Op 17 augustus 1950, de vijfde verjaardag van de Indonesische onafhankelijkheid, riep Soekarno de eenheidsstaat uit. Inmiddels had de Molukker J.A. Manusama demonstraties tegen de Republiek Indonesië georganiseerd en op 25 april 1950 werd de onafhankelijke Republik Maluku Selatan (RMS) uitgeroepen. Soekarno en Hatta stuurden eerst tevergeefs een onderhandelaar en later troepen, die Ambon in een maand veroverden. De Nederlands-Indonesische Unie kwam nooit echt van de grond en werd uiteindelijk in 1956 ten grave gedragen. De belangen van het Nederlandse bedrijfsleven kwamen vervolgens in de knel toen Indonesië over Nieuw-Guinea een harde confrontatiepolitiek ging voeren. Na gewapende infiltraties en de dreiging van een grote oorlog, droeg Nederland in 1962 dat gebied over. Deze episode vormde het laatste bedrijf in de totstandkoming van de Indonesische eenheidsstaat die het gehele grondgebied van de voormalige kolonie Nederlands-Indië omvatte: de Republiek Indonesië.
Afghanistan, dat eerder reeds de onafhankelijkheidsproclamatie had gesteund en verdragen afsloot met de regering van Soekarno, Libanon, het Verenigd Koninkrijk, de Verenigde Staten, India en Frankrijk erkenden als eerste staten de onafhankelijkheid van het land. De VS openden daarop in december 1949 meteen een ambassade in Jakarta (toen nog Djakarta) en zegden het land uitgebreide steun toe. Merle Cochran, de Amerikaanse vertegenwoordiger bij de United Nations Commission for Indonesia (UNCI) werd de eerste ambassadeur. De soevereiniteitsoverdracht ging gepaard met een nationaliteitsregeling, die onder meer bepaalde dat alle personen in Indonesië met de Nederlandse nationaliteit deze behielden.
In 2020 werd berekend dat Nederland met de soevereiniteitsoverdracht meer dan 103 miljard euro aan financiële voordelen binnenhaalde.

## Geruchtmakende affaires

### Zuid-Celebes-affaire
Berucht is de affaire-Westerling geworden, die zich nog vóór de eerste politionele actie afspeelde. Op Zuid-Celebes was het verzet tegen de Nederlanders sterk, en het verliep niet zonder geweld. Kapitein Raymond Westerling, commandant van het Depot (of: Korps) Speciale Troepen, trad daartegen van december 1946 tot februari 1947 meedogenloos op. Het DST was een commando-eenheid die bevoegd was onafhankelijk van het reguliere Koninklijk Nederlandsch-Indisch Leger (KNIL) te opereren. Er werden standrechtelijke executies voltrokken, waarbij in diverse dorpen grote aantallen mannen werden gedood. Maar ook werden gevangenen uit de cel gehaald en zonder vorm van proces geëxecuteerd. Soms was er bovendien van mishandeling sprake.
Toen dat bekend werd, werden aan deze militairen de speciale bevoegdheden ontnomen. Ook stelde in april 1947 de commissie-Enthoven een onderzoek in, maar haar rapport werd pas eind 1948 aan de Tweede Kamer gezonden, en dan nog vertrouwelijk. Steeds werd ervan uitgegaan dat er uitwassen voorkwamen, maar dat er geen sprake was van massaal geweld. Begin 1949 werden brieven van Nederlandse militairen in de Kamer voorgelezen (en ze haalden ook de pers), waarin de schrijvers, hoewel vaak geen tegenstander van militaire aanwezigheid in Indonesië, gewag maakten van misstanden. De regering overwoog Prins Bernhard, de inspecteur-generaal van de Koninklijke Landmacht, naar Indonesië te zenden, maar dit leek niet bevorderlijk voor het vredesproces.
De zaak wekte in Nederland opnieuw grote opschudding toen de psycholoog Joop Hueting, zelf Indië-veteraan, in 1969 in het tv-programma Achter het Nieuws informatie gaf over het Nederlandse optreden. Er volgde een nieuw onderzoek door de regering (verricht door een interdepartementale ambtelijke commissie waarvan Cees Fasseur secretaris was) uitmondend in een Excessennota, die melding maakte van 3144 slachtoffers gedood door militairen, 136 door de politie, en nog 576 door de kampongpolitie.
Het grootste aantal slachtoffers viel in Zuid-Celebes. Het precieze aantal slachtoffers is omstreden. Nederlandse bronnen houden het op ruim vijfduizend doden. Aan Indonesische zijde wordt gesproken van 40.000, en nog altijd kennen vele plaatsen in Celebes een Jalan 40.000 ("40.000-straat"). Nederlanders die het eiland bezoeken, worden veelvuldig geconfronteerd met de vragen wat zij van de affaire vinden, en waarom Westerling nooit is berecht. Inderdaad zijn er 42 vonnissen tegen Nederlandse militairen geveld, maar geen ervan betrof een officier. Clou is dat Nederland en de Republiek aan de vooravond van de RTC-onderhandelingen overeenkwamen (het zgn. akkoord van des Indes) om daders van buitensporig militair geweld over en weer amnestie te verlenen.
(In 1950 werd een deel van het Korps Speciale Troepen naar de Molukken verscheept, waar het een rol heeft gespeeld bij de stichting van de Republiek der Zuid-Molukken. Kapitein Westerling heeft in 1950 in Bandung nog een coup gepleegd, die tot mislukking gedoemd was.)

### Bondowoso, Pakisaji en andere geruchtmakende excessen
Een tweede beruchte zaak was de Bondowoso-affaire, waarbij in november 1947 tijdens een treintransport 46 Indonesische gevangenen omkwamen. Zij waren zonder eten of drinken ingesloten geweest. Een aantal Nederlandse militairen kreeg straffen die varieerden van twee tot acht maanden.
In augustus 1947 werd door het leger de kampong Pakisaji in brand gestoken. Indonesische verzetsstrijders hadden in de regio mijnen gelegd. Drie Nederlandse mariniers weigerden op humanitaire en religieuze gronden mee te werken aan het afbranden; ze werden veroordeeld tot 2 en 2½ jaar gevangenisstraf.
De Pakisaji-affaire kwam pas een jaar later in het nieuws. Dat in deze affaire zoveel zwaardere vonnissen waren uitgesproken dan in de Bondowoso-zaak, wekte verontwaardiging.
In Peniwen, op Oost-Java werden op 19 en 29 februari 1949 een aantal mannelijke Rode Kruis-medewerkers zonder vorm van proces geëxecuteerd.
Verder werden er in strijd met het oorlogsrecht ook krijgsgevangenen geëxecuteerd. Bekend is de Gendang-affaire, waarbij op 28 februari 1949 een Nederlandse patrouille op Borneo 30 krijgsgevangenen doodde en de stoffelijke overschotten in de rivier gooide. Enige dagen later werden in Malang op Oost-Java 16 krijgsgevangenen gedood.
Ten slotte het 'drama van Tilatjap' (Cilacap): Nadat een Nederlandse patrouille een huwelijksfeest omsingeld had, kwam het tot een schietincident. Daarbij verloren veertien mannen, elf vrouwen en één kind het leven.

### Excessen aan Republikeinse kant
Net als door Nederlandse militairen is door Republikeinse strijders op grote schaal buitensporig geweld toegepast. Dat buitensporig geweld was, behalve tegen Nederlandse militairen, vooral gericht tegen de burgerbevolking. Dit is onder andere beschreven in het standaardwerk van Loe de Jong.
Tijdens de 'Bersiap-periode' (zie boven) en kort daarna werden volgens een recente schatting van de Amerikaanse onderzoeker William H. Frederick meer dan 35.000 (Indische) Nederlanders, Ambonezen en Chinezen, onder wie vrouwen en kinderen, om het leven gebracht door Republikeinse strijdgroepen, zoals de zogenaamde pemuda's, maar ook door het leger van de Republiek. Nederlandse onderzoekers komen in 2022 tot een schatting van bijna 6.000 slachtoffers.
In de jaren daarna richtte het Republikeinse geweld zich niet alleen tegen de Nederlandse troepen. Indonesiërs die ervan werden verdacht met de Nederlanders samen te werken, of behoorden tot groeperingen die het gezag van de Republiek aantastten (zoals de communisten), werden het slachtoffer van moordpartijen. De Jong spreekt in dit verband over enkele tienduizenden slachtoffers, alleen al op Java. 'Op Sumatra', aldus De Jong, 'is het niet anders geweest'.

## Afloop en gevolgen

### Wederzijdse amnestie
In augustus 1949, naar aanleiding van de toen afgekondigde wapenstilstand, vaardigden de Nederlandse en Indonesische regeringen een gemeenschappelijke proclamatie uit, waarin zij onder meer de verplichting op zich namen, 'dat zij die worden vervolgd of reeds zijn veroordeeld wegens bepaalde misdrijven, welke duidelijk een uitvloeisel zijn van het politiek conflict tussen het Koninkrijk der Nederlanden en de Republiek, van verdere vervolging of verder ondergaan van hun straf zullen worden ontslagen overeenkomstig wettelijke of andere maatregelen welke zo spoedig mogelijk van kracht zullen worden.' Er werd dus over en weer amnestie afgekondigd.

### Studies over buitensporig geweld
Over het buitensporig geweld in Indonesië verschenen uitvoerige studies. Baanbrekend was het onderzoek van J.A.A. van Doorn & W.J. Hendrix, Ontsporing van geweld, Rotterdam, 1970 (tweede druk: Dieren, 1983).
Uitvoerige case studies verschenen over Zuid-Celebes (W. IJzereef), over Rawa Gedeh (Scholtens), over het optreden van het Korps Speciale Troepen (J.A. de Moor), over de verwerking door de veteranen (Scagliola), over het Indonesisch geweld (J. Th. Bussemaker) en het Brits geweld (R. Macmillan).
Remy Limpach vatte recent deze onderzoeken samen in De brandende kampongs van generaal Spoor. Amsterdam 2016.
Over de Bersiap publiceerde de Amerikaanse onderzoeker William H. Frederick The killing of Dutch and Eurasians in Indonesia's national revolution (1945–49): a ‘brief genocide’ reconsidered, Journal of Genocide Research (2012).
Het NIOD Instituut voor Oorlogs-, Holocaust- en Genocidestudies, het Koninklijk Instituut voor Taal-, Land- en Volkenkunde (KITLV) en het Nederlands Instituut voor Militaire Historie (NIMH) hebben in opdracht van de Nederlandse regering een onderzoek uitgevoerd, onder de titel: 'Onafhankelijkheid, Dekolonisatie, Geweld en Oorlog in Indonesië 1945-1950'. De resultaten zijn in februari 2022 gepubliceerd. De website van het onderzoek vat de conclusies als volgt samen: ‘Nederlandse regering en militaire leiding tolereerden doelbewust het stelselmatig en wijdverbreid gebruik van extreem geweld door Nederlandse militairen in de oorlog tegen de Republiek Indonesië.’. De resultaten van het onderzoek staan in een aantal deelstudies  en in een samenvattend rapport.

### Ontwikkeling van de publieke opinie in Nederland
In vrijwel alle politiek getinte publicaties komt de stellingname van de publieke opinie, de pers en de politieke partijen aan de orde. Over dit onderwerp handelt ook een beschouwing door E.J. Dommering uit 1994 in het Nederlands Juristenblad.
De term 'politionele actie' werd door het Nederlandse kabinet in juli 1947 gelanceerd, als een "militaire actie van politionele aard" die een einde zou moeten maken aan het "onhoudbaar karakter van de noodtoestand" en betere voorwaarden moeten scheppen "ter uitvoering van het staatkundig beginselprogram dat in Lingaddjati ligt besloten, desnoods zonder medewerking van de wederpartij"

Een van de eersten die tegen dat verhulde beeld inging was Indië-veteraan Joop Hueting. Hueting zorgde in 1969 voor grote opschudding door in een uitzending van het VARA-programma Achter Het Nieuws openlijk te vertellen over de mogelijke oorlogsmisdaden die de Nederlanders hadden begaan, zoals martelingen, verkrachtingen, het neerschieten van krijgsgevangenen en het doorzeven met kogels van kampongs. Andere Indië-veteranen namen Hueting zijn onthullingen niet in dank af.
Historicus Wim van den Doel sprak in 2000 van de Nederlands-Indonesische Oorlogen in plaats van politionele acties. Het keerpunt kwam in 2005, toen de Nederlandse regering bij monde van Minister Bot sprak van een "oorlog aan de verkeerde kant van de geschiedenis" en Bot tevens 17 augustus 1945 expliciet erkende als "de-facto dag van onafhankelijkheid". In 2020, 75 jaar na Soekarno's Proklamasi van 17 augustus 1945, maakte koning Willem-Alexander excuses voor ontsporingen van geweld in de oorlog, en feliciteerde hij Indonesië met 75 jaar onafhankelijkheid. De terminologie 'politionele acties' voor het militair optreden in de jaren 1946-1949 werd daarmee verlaten zoals dat in de internationale geschiedschrijving al langer het geval was. Het militair ingrijpen door een grote legermacht ter bescherming van de Nederlandse belangen in Indonesië wordt sindsdien niet meer als 'politioneel' aangeduid.